# 高雄市南區資源回收廠
高雄市南區資源回收廠為一座位在臺灣高雄市小港區的垃圾焚化廠，該回收廠由高雄市政府環境保護局進行管理與營運之相關事宜。

## 沿革
高雄市南區資源回收廠最早由於垃圾掩埋場用地日益難尋，並且考量高雄市唯一的西青埔衛生掩埋場，需配合高雄都會公園的建設而停止使用，加上高雄市當時日漸成長的人口及垃圾量，因而開始計畫擬定興建新型現代化垃圾資源回收廠的計畫。
經高雄市各營政單位多方面協調及中央政府行政支援後，先後考量原高雄縣深水山市有地、鳥松鄉十九灣山谷地、阿蓮鄉內山谷地及高雄市桃仔源海軍基地山凹地等多個候選地點可興建大型垃圾掩埋場，然而興建計劃因當地民意反彈以及部分候選地點涉及軍事用途最終計劃告吹。
高雄市政府為使垃圾處理能夠有效解決，仿效歐美及日本等先進國家之垃圾焚化處理方式，研擬於高雄市興建三座資源回收廠，共分為北區（預定地在援中港，現已取消）、中區（覆鼎金）、南區（臨海工業區）三座，並經由高雄市議會第三屆第五次大會決議後通過資源回收廠之興建計畫。 
1991年10月18日，高雄市政府環境保護局以《80高市環局總字第2158號公告》開始對外徵選南區資源回收廠的顧問機構。隔年2月13日，評審結果出爐，並宣布由中興工程顧問社取得顧問機構遴選的第一優先權，6月1日完成回收廠議價。
1992年9月18日，南區資源回收廠開始進行可行性評估，由中興工程顧問社函送《高雄市南區多元化資源回收處理中心初步工程規劃報告》至高雄市政府環保局，10月15日高環保局召開審查會進行工程規劃報告審查。1993年2月12日，高雄市政府環保局於小港區山明里鳳福宮對外召開「高雄市南區資源回收處理中心環境影響評估」的說明會，4月1日，再對外召開「高雄市南區資源回收處理中心規劃暨環境影響評估」的審查會，5月31日，中興工程顧問社制式向環保局送交經修正後的定稿規劃報告，6月27日，環保局以《（82）高市環局四字第12320號函》正式同意回收廠興建規劃報告的備查案。
1993年6月9日及6月23日，高雄市政府將《高雄市南區資源回收廠環境影響評估審查結論》刊登於政府公報夏字第20期及24期中對外展示，並於8月18日函報行政院環保署相關興建垃圾回收廠一案。

行政院環保署回函同意後，高雄市政府於1996年3月18日與回收廠統包建廠工程的廠商完成簽約。隔年7月1日，高雄市政府環保局南區資源回收廠正式掛牌成立，並且，第一任廠長由李建德擔任，不過當時其職務為代理廠長。
1999年5月11日，南區資源回收廠開始進行單爐試燒垃圾，6月28日時，完成連續高負載運轉測試，10月6日，統包工程承攬商向環保局提報完工，12月27日完成回收廠設施初驗，隔年1月18日正式完成正驗。
2000年1月20日，南區資源回收廠正式完工，由高雄市政府環保局接手，並隨即投入營運。
2015年8月5日下午4時，南區資源回收廠內2號焚化爐旁的堆積回收物區發生火警，導致廠內所有的焚化爐隨即停止運轉，爾後高雄市消防局高桂分隊出動5輛消防車共12人，並且調派鄰近的消防局小港分隊與大林分隊一同進入廠區救災，最終於當天下午5時將火勢控制並撲滅，所幸該起事件並未造成任何人員傷亡。

## 組織架構

### 本廠
- 廠長
- 副廠長
- 秘書
- 廠務技正

### 內部單位
- 維修組：垃圾焚化作業與公害防治規劃、灰燼處理、機具器械保存維護及進廠車輛之管理等事項。
- 操作組：垃圾焚化之運轉操作、污染防治及鍋爐、發電、儀表、電器等設備之管理事項。
- 總務室：文書、印信典守、財產管理、庶務、出納及其他不屬各組事項。
- 政風室：依法辦理政風事項。
- 勞安室：依法辦理有關勞工安全衛生及消防相關業務。
- 會計室：依法辦理歲計、會計並兼辦統計事項。
- 人事室：依法辦理人事管理事項。
- 回饋中心：管理、維護回饋設施及敦親睦鄰。
- 仁武廠區：綜理仁武廠區事宜。

## 諸元
- 焚化爐數：4座[2]
- 廠區面積：總面積約14.8公頃[2]
- 焚化爐型：德國 MARTIN GMBH 公司製爐床[2]
- 燃燒熱值：2500卡/公斤[1]
- 興建費用：新臺幣56億9,600萬元[2]
- 設計處理量：1800噸/天[2]
- 回饋設施：溫水游泳池、兒童遊戲室、演藝廳、閱覽室、會議室、溜冰場、籃球場、網球場[2]。

## 資料來源
1. 1 2 3 4  . 環保局環境資源資料庫.   [2016-01-11]. （原始内容存档于2016-03-04） （中文（臺灣））.
2. 1 2 3 4 5 6 7 8  . 高雄市環境保護局.   [2016-01-11]. （原始内容存档于2016-03-06） （中文（臺灣））.
3. 1 2 3 4 5 6 7 8 9  . 行政院環境保護署.   [2015-12-26]. （原始内容存档于2016-07-27） （中文（臺灣））.
4. ↑  . on.cc東網. 2015-08-05  [2016-01-11]. （原始内容存档于2016-03-05） （中文（臺灣））.

## 外部連結
- 高雄市政府環境保護局南區資源回收廠 （页面存档备份，存于）（繁體中文）（英文）